# José Cadalso
José Cadalso (Cádis, 8 de Outubro de 1741 — Gibraltar, 28 de Fevereiro de 1782) foi um escritor espanhol do século XVIII.
Depois de ter estudado em Itália, Portugal e Inglaterra, regressou a Espanha, onde seguiu a carreira militar. Em Cartas Marruecas (1789) descreve com ironia a vida espanhola. Obra de sátira são Los eruditos de la violeta (1771). As suas Noches lugubres (1792) assinalam-no como precursor do romantismo.